# Caracol de Pascal

Construcción del limaçon con coordenadas polares con origen en (x, y)=(1/2, 0)

El caracol o «limaçon» de Pascal es la concoide de una circunferencia que pase por el polo. Es un tipo de epitrocoide.
Por tanto, su ecuación en coordenadas polares es:

{\displaystyle \rho =2\ a\ cos\ \omega +h}

En el caso particular de h=2·a, se obtiene una cardioide:

{\displaystyle \rho =2\ a\ (1+cos\ \omega )}

## Historia
La investigación formal más temprana en limaçons se atribuye generalmente a Étienne Pascal, padre de Blaise Pascal. Sin embargo, el artista renacentista alemán Alberto Durero  ya había realizado anteriormente algunas investigaciones y su obra Underweysung der Messung (Instrucción de medición) tiene métodos geométricos específicos para la producción de limaçons. La curva fue nombrada por Gilles de Roberval cuando la utilizaba como un ejemplo para la búsqueda de líneas tangentes.